# 1933-as Tour de Hongrie
Az 1933-as Tour de Hongrie a sorozat történetének 8. versenye volt, melyet június 28. és július 2. között bonyolítottak le. Az öt szakaszt a dunántúl útjain jelölték ki. A versenyt egyéni és csapat teljesítmény alapján értékelték. A csapatversenyben hat induló országot nyolc gárda képviselte. A versenyt a svájci Kurt Stettler nyerte meg, akinek az első szakaszon megszerzett előnye elegendő volt a sikerhez.

## Szakaszok
| Szakasz | Végpontok      | Végpontok      | Hossz  |                 | Jelleg            | Időpont               | Szakaszgyőztes  |
| Szakasz | Rajt           | Cél            | Hossz  |                 | Jelleg            | Időpont               | Szakaszgyőztes  |
| ------- | -------------- | -------------- | ------ | --------------- | ----------------- | --------------------- | --------------- |
| 1.      | Budafok        | Pécs           |        | közepes szakasz | sík/hegyi szakasz | június 28., szerda    | Kurt Stettler   |
| 2.      | Pécs           | Szombathely    | 249 km | közepes szakasz | sík/hegyi szakasz | június 29., csütörtök | Glauco Servadei |
| 3.      | Szombathely    | Székesfehérvár | 241 km | sík szakasz     | sík szakasz       | június 30., péntek    | Glauco Servadei |
| 4.      | Székesfehérvár | Győr           |        | közepes szakasz | sík/hegyi szakasz | július 1., szombat    | Merlini         |
| 5.      | Győr           | Budapest       | 124 km | sík szakasz     | sík szakasz       | július 2., vasárnap   | Durin           |

### Útvonal
1. szakasz: Budafok – Ercsi – Bonyhád – Pécsvárad – Pécs
2. szakasz: Pécs – Kaposvár – Nagykanizsa – Zalaegerszeg – Szombathely
3. szakasz: Szombathely – Sümeg – Keszthely – Fonyód – Siófok – Székesfehérvár
4. szakasz: Székesfehérvár – Balatonkenese – Balatonfüred – Veszprém – Márkó – Győr
5. szakasz: Győr – Pilisvörösvár – Budapest, Budakeszi út

## A verseny
Az első, Budafok és Pécs közötti szakaszon Bonyhádig együtt tekert a mezőny. Ekkor a magyar Erős megszökött. Később csatlakozott hozzá a svájci Stettler és a francia Carapezzi. Pécsváradnál egy lejtőn Erős felbukott egy kövön és rajta keresztül esett Carapezzi is. Erős negyedórára elvesztette eszméletét és a verseny feladására kényszerült. Stettler előnye Pécsig kitartott és ő nyerte az első szakaszt.
A következő etapon a magyar Pós szerzett szökésével 6 perces előnyt, de Nagykanizsa után befogta őt a mezőny. A továbbiakban együtt haladtak a versenyzők és csak az érintett városok nagydíjáért rendezett sprintek kavarták fel az állóvizet. Szombathelyre 22 fővel érkezett meg az élcsoport és az olasz Servadei sprintben szerezte meg a szakaszgyőzelmet.
A harmadik napon lassú iramban kezdték a versenyt mivel az előző éjszakai eső miatt rendkívül rosszak voltak az útviszonyok. Ez a tempó Sümegig tartott. Innen felgyorsult a mezőny és egy sikeres szökési kísérlet is történt, melyet Fonyódnál fogtak meg. Székesfehérvárra a 22 fős élboly együtt érkezett. A sprintet a célban ismét Servadei nyerte meg.
A verseny negyedik szakaszán a Bakonyig lassú iramot diktáltak a versenyzők. A versenyt az olaszok tartották a kezükben. Előbb befogták Naubauer szökését, majd ők kezdeményeztek egy 9 fős sikeres szökést. A cél előtt 50 kilométerrel tömeges gumidefekt sújtotta a mezőnyt. A szökevény csoport tagjai már biztos előnnyel érkeztek Győrbe. Itt egy szekér került a versenyzők elé. Emiatt Nótás és a svájci Martin is bukott. A szakaszon hármas olasz győzelem született. A szökevények hat percet vertek a mezőnyre.
A zárónapon a magyar versenyzők hatalmas iramot diktáltak. Sikerült leszakítaniuk az olasz csapat minden tagját. A szökés sikeres volt és a magyar A csapat a szakasz előtti félórás hátrányát ledolgozta, így megnyerte a csapatversenyt. A szakaszt a francia Durin nyerte meg, aki a Pilisben megszerzett előnyét megtartotta a célig.

## Az összetett verseny végeredménye
|     | Versenyző        | Csapat          | Idő          |
| --- | ---------------- | --------------- | ------------ |
| 1.  | Kurt Stettler    | Svájc           | 36h 24' 22"  |
| 2.  | Martin           | Svájc           | + 8' 17"     |
| 3.  | Orczán László    | Magyarország A  | + 12' 20"    |
| 4.  | Glauco Servadei  | Olaszország     | + 15' 25"    |
| 5.  | Carapezzi        | Franciaország A | + 17' 41"    |
| 6.  | Handl            | Németország     | + 18' 53"    |
| 7.  | Nemes István     | Postás SE       | + 20' 05"    |
| 8.  | Durin            | Franciaország A | + 21' 36"    |
| 9.  | Georg Stach      | Németország     | + 22' 28"    |
| 10. | Mádi Béla        | Magyarország A  | + 23' 27"    |
| 11. | Németh Károly    | Magyarország B  | + 25' 56"    |
| 12. | Nótás Károly     | Magyarország B  | + 26' 24"    |
| 13. | Makay            | Magyarország A  | + 27' 49"    |
| 14. | Adorján István   | Székesfehérvár  | + 33' 08"    |
| 15. | Giovanni Valetti | Olaszország     | + 34' 26"    |
| 16. | Vitéz József     | Magyarország B  | + 38' 25"    |
| 17. | Morbiato         | Olaszország A   | + 41' 46"    |
| 18. | Merlini          | Olaszország     | + 45' 13"    |
| 19  | Hamar            | MKSZ            | + 52' 46"    |
| 20. | Droba Aladár     | Postás SE       | + 1h 23' 16" |
| 21. | Oleczky          | Lengyelország   | + 1h 26' 25" |
| 22. | Surrault         | Franciaország A | + 1h 33' 11" |
| 23. | Albrecht         | Németország     | + 1h 33' 22" |
| 24. | Szmilkó          | Újpesti TE      | + 1h 43' 19" |
| 25. | Renon            | Franciaország B | + 2h 31' 51" |

## Csapatverseny
A csapatverseny győztese elnyerte a Gillemot-vándordíjat.
|    | Csapat          | Idő          |
| -- | --------------- | ------------ |
| 1. | Magyarország A  | 110h 16' 52" |
| 2. | Olaszország     | + 27' 5"     |
| 3. | Franciaország A | + 1h 08' 42" |
| 4. | Németország     | + 1h 10' 57" |
| 5. | Magyarország B  |              |

A zsűri az eredetileg 2. magyar B csapatot az ötödik helyre sorolta